# Хаукес, Рубен
Рубен Хаукес (нидерл. Ruben Houkes, род. 8 июня 1979) — нидерландский дзюдоист, чемпион мира, призёр чемпионатов Европы и Олимпийских игр.

## Биография
Родился в 1979 году в Схагене. В 2005 и 2006 годах становился бронзовым призёром чемпионата Европы. В 2007 году выиграл чемпионат мира. В 2008 году стал обладателем серебряной медали чемпионата Европы и бронзовой медали Олимпийских игр в Пекине.